# Grand Funk Railroad
Grand Funk Railroad (або Grand Funk) — американський хард-рок-гурт, який утворився у 1969 році і став відомим у 1970-му, коли про нього заговорили, як про «найголосніший у світі». Протягом 1969—1972 років п'ять альбомів GFR стали платиновими (решта три — золотими); загальний альбомний тираж гурту в 70-х роках склав понад 25 мільйонів. Grand Funk Railroad виконували гранично спрощений, але оглушливо-голосний варіант блюз-рока; пізніше музичні критики стали згадувати гурт серед провісників стоунер-рока).
В 90-х роках гурт (у зміненому складі) виступав як The American Band (за назвою хіта «We're an American Band»). 2000 року його засновники Дон Брюер і Мел Шахер зібрали новий склад (з учасниками 38 Special і Kiss) і відтоді регулярно гастролюють як Grand Funk Railroad. Фронтмен Марк Фарнер також виступає і записується з власним гуртом, NRG.

## Історія

### Передісторія
В середині 1960-х років популярний в Мічигані діджей Річард Теренс Кнепп вирішив закінчити свою кар'єру на радіо і почати рок-бізнес. В якийсь момент його шлях перетнувся з місцевим гуртом The Jazz Masters (Дон Брюєр — ударні, Ел Піппінс — гітара, Боб Колдуелл — клавішні, Херм Джексон — бас). Кнепп запевнив музикантів в тому, що особисто знає Міка Джаггера і Браяна Джонса з The Rolling Stones, після чого приєднався до складу як ведучий вокаліст. Він змінив своє ім'я на псевдонім Террі Найт і перейменував гурт в The Pack. Невдовзі гурт набув такої популярності на місцевій сцені, що сингл «I Who Have Nothing», який вийшов на міні-лейблі Lucky Eleven Records, посів 46-е місця в національному хіт-параді. Пізніше Джексона призвали до армії, Террі Найт пішов сам — і гурт розпався.

### Створення (1969)
Гурт був сформований на основі тріо в 1969 році Марком Фарнером (Марк Farner) (гітара, вокал) і Доном Бревером (Don Brewer) (барабани, вокал) з Terry Knight і Pack, та Мел Шахером (Mel Schacher) (бас) з Question Mark & the Mysterians; Knight незабаром став менеджером гурту, а також назвали гурт який грав на Trunk Western Railroad, добре відома залізниця до Мічигану (Michigan). По-перше, успіхи та визнання відбулися в 1969 Atlanta Pop Festival, гурт підписав контракт з Capitol Records. Після галасливого, доброго прийняття в перший день фестивалю, гурт попросили повернутися до виступу на Second Atlanta Pop Festival в наступному році. За зразком хард-роковим потужним тріо Cream, гурт, з Террі Найта маркетинговою компанією, розробила власний популярний стиль. У серпні 1969 року гурт випустив свій перший альбом під назвою On Time, який було продано понад одного мільйона примірників, і був нагороджений золотим диском в 1970 році.
У лютого 1970 року другий альбом, Grand Funk (так званий «The Red Album» («Червоний альбом»)), був нагороджений також золотим статусом. Попри критичні моменти й відсутність ротації на радіо, перші шість альбомів гурту (п'ять студійних і один концертний альбоми) були цілком успішним.

### Ранні роки (1970)
Пісня I'm Your Captain (Я твій капітан), з альбому Closer To Home (Ближче до дому), що вийшов літом 1970 року, вважається стилістичним уособленням ранньої творчості Grand Funk Railroad, яка сформувалася ще за часів існування гурту «Terry Knight and the Pack». Продюсер гурту Террі Найт (сам себе він тоді представляв як президент, головний виконавчий директор та генеральний менеджер компанії GFR Enterprises Ltd.) почав агресивну рекламну кампанію з просування Closer to Home, витративши $100,000 на білборди в районі Таймс-Сквер у Нью-Йорку. Альбом отримав статус мультиплатинового, попри нищівну критику преси. Так, Ненсі Ерліх (Nancy Erlich) в часописі «Billboard» писала, що 
Grand Funk Railroad вдалося створити ажіотаж, якого гурт і прагнув, хоча їх виконання тільки іноді було схоже на музику.
У листопаді 1970 року гурт випустив концертний альбом Live Album, який отримав золотий статус за версією RIAA. Дві платівки альбому включали записи пісень із літнього концертного туру по Флориді. З виходом Live Album промоутер Говард Штейн (Howard Stein) уже 16 листопада оголосив додаткове шоу у «Медісон Сквер Гарден» 11 грудня 1970 року, оскільки квитки на попередньо запланований концерт 18 грудня були розпродані менш ніж за чотири години.  Це були сольні виступи гурту, бо, власне, ще на початку року Grand Funk Railroad брав участь, проте тільки як другорядна команда, в розкрутці інших гуртів, гастролюючих на концертному майданчику «Медісон Сквер Гарден». На цей раз на розігрів запросили британський гурт Humble Pie, з яким у музикантів Grand Funk Railroad склалися й ще довго тривали дружні стосунки.
В серпні 1971 року гурт встановив рекорд відвідування концертного майданчика Shea Stadium: місця на шоу Grand Funk Railroad були розпродані лише за 72 години, тоді як на виступи Beatles продажа квитків тривала кілька тижнів. Того ж таки року вийшли ще два студійні альбоми гурту — Survival та E Pluribus Funk.
Під час запису альбому E Pluribus Funk гурт вирішив замінити Террі Найта на посаді менеджера. Ним спочатку став Енді Кавальєре (Andy Cavaliere). Він і в подальшому залишався в команді Grand Funk Railroad, хоча дуже швидко його на керівній посаді змінив Джон Істмен, батько Лінди Маккартні. Це був відомий у сфері музичного бізнесу юрист, який допоміг своєму зятю Полу Маккартні піти з Beatles, а у випадку з Grand Funk Railroad почав представляв інтереси гурту у протистоянні з Найтом.
Наступні декілька років гурт провів в судових тяганинах з Найтом, який в підсумку отримав величезну компенсацію. Зберігши права на свою назву, гурт скоротив її до Grand Funk, після чого долучив до складу клавішника Крейга Фроста. Його з Доном Брюером і Марком Фарнером поєднувало спільне музичне минуле в The Fabulous Pack ще з 1968 року. Фрост, як і учасники гурту, родом з Детройта. Спочатку на роль клавішника розглядали кандидатуру Пітера Фремптона з Humble Pie, але з огляду на обмеження, які той мав від компанії звукозапису A&M Records, цей намір було скасовано.
З приходом Фроста музична палітра Grand Funk значно розширилася, вона стала більш ритм-енд-блюзовою, що викликало незадоволення у значної частини фанатів. У новому складі гурт наприкінці 1972 року записав новий альбом Phoenix , щоправда Крейг Фрост там брав участь лише як сесійний музикант. Повноправним учасником він став вже з виходом альбому We're An American Band, створеного за участі нового продюсера Тодда Рандґрена. Альбом очолив чарти Billboard, як і однойменний сингл, що став своєрідним гімном концертного життя гурту. У 1974 році їхній другий сингл-чарттоппер The Loco-Motion зробив історичний прорив: кавер-версія повторила успіх оригіналу Літл Іви.
У 1974 році гурт повернувся до повної назви Grand Funk Railroad та підписав контракт із продюсером Джиммі Айнером. Вони випустили альбоми All the Girls in the World Beware!!! (1974), Caught In The Act (подвійний концертний, 1975) та Born to Die (1976). Після цього Grand Funk Railroad перейшли на лейбл MCA Records і разом із продюсером Френком Заппою створили альбом Good Singin', Good Playin'. Попри те, що цей альбом вважається одним із найсильніших у дискографії гурту, він не потрапив до Top 50. 
Згодом Марк Фарнер залишив колектив, щоб розпочати сольну кар'єру, яка обмежилася випуском двох альбомів. Тим часом Дон Брюер, Мел Шахер і Крейг Фрост створили новий проєкт під назвою Flint та запросили, як стверджує «Енциклопедія популярної музики», гітариста Біллі Етуорті (Billy Elworthy). Однак їхній однойменний альбом не здобув комерційного успіху, а ім'я Етуорті не зазначене у вихідних даних єдиної платівки новоствореного гурту.

### 1981
В 1981 році Фарнер і Брюєр з бас-гітаристом Денісом Біллінгером реформували Grand Funk Railroad і на лейблі Full Moon випустили альбоми Grand Funk Lives і What's Funk?, після чого, засмучені відсутністю певної реакції, знову розійшлися в 1983.
Після остаточного розпаду Фарнер гастролював по США з Adrenalin, використовуючи пісні Grand Funk. Будучи неспроможним забезпечувати контракт на випуск альбому Фарнер покинув Adrenalin і створив проєкт Mark Farner's Common Ground, з яким виступав до осені 1990. Марк Фарнер записав три соло альбому християнської тематики. Брюєр і Фрост приєдналися до Боба Сігера в Bob Seger's Silver Bullet Band.
В 1995 Марку Фарнеру було запропоновано увійти до складу Ringo Starr's All Starr Band, після чого з Доном і Мелом він організував реюніон, який ознаменувався гастролями, участь в яких узяв гітарист і клавішник Ховард Едді-молодший (англ. Howard Eddy Jr.). 1996—1998 роках гурт провів в турне, давши великий благодійний концерт на користь сиріт Боснії, і потрапила до списку Pollstar's Top 100 Shows.
У 2000 році Grand Funk Railroad реформувався: в новий склад увійшли, разом з Брюєром і Шакером, вокаліст Макс Карл (38 Special), гітарист Брюс Кулік (12 років провів у Kiss) і клавішник Тім Кешіон (грав до цього з Бобом Сігером і Робертом Палмером.
30 жовтня 2012 Фарнеру зробили операцію по імплантації кардіостимулятора.

## Дискографія

### Студійні альбоми
- On Time (1969)
- Grand Funk (1970)
- Closer To Home (1970)
- Survival (1971)
- E Pluribus Funk (1971)
- Phoenix (1972)
- We're An American Band (1973)
- Shinin' On (1974)
- All the Girls in the World Beware!!! (1974)
- Born to Die (1976)
- Good Singin', Good Playin' (1976)
- Grand Funk Lives (1981)
- What's Funk? (1983)

### Концертні альбоми
- Live Album (1970)
- Live In San Diego (1974)
- Caught In The Act (1975)
- Bosnia (1997)
- Live: The 1971 Tour (2002)

### Збірні альбоми
- Grand Funk Hits (1976)